# Врло стара прича
„Врло стара прича” је југословенски ТВ филм из 1967. године. Режирао га је Србољуб Станковић а сценарио је написао Гордан Михић.

## Улоге
| Глумац           | Улога |
| ---------------- | ----- |
| Зорица Јовановић |       |
| Виктор Старчић   |       |
| Божидар Стошић   |       |